# Strychnos castelnaeana
Strychnos castelnaeana là một loài thực vật có hoa trong họ Mã tiền. Loài này được Wedd. miêu tả khoa học đầu tiên năm 1851.